# Captodiame
Captodiame (INN), còn được gọi là captodiamine, là một loại thuốc kháng histamine được bán dưới tên thương mại Covatine, Covatix và Suvren được sử dụng làm thuốc an thần và giải lo âu. Cấu trúc có liên quan đến diphenhydramine.
Một nghiên cứu năm 2004 cho thấy captodiame có thể hữu ích trong việc ngăn ngừa hội chứng cai thuốc benzodiazepine ở những người ngừng điều trị bằng benzodiazepine.
Ngoài các hoạt động như một chất kháng histamine, captodiamine đã được tìm thấy hoạt động như một chất đối vận thụ thể 5-HT2C và thụ thể σ1 và chất chủ vận thụ thể D 3. Nó tạo ra hiệu ứng giống như thuốc chống trầm cảm ở chuột.  Tuy nhiên, captodiamine là duy nhất trong số các thuốc giống như thuốc chống trầm cảm ở chỗ nó làm tăng nồng độ yếu tố thần kinh có nguồn gốc từ não (BDNF) ở vùng dưới đồi nhưng không phải ở vỏ não trước hoặc đồi hải mã.  Hành động độc đáo này có thể liên quan đến khả năng làm giảm tín hiệu của anhedonia và yếu tố giải phóng corticotropin (CRF) gây căng thẳng ở vùng dưới đồi.

## Tổng hợp
Nguyên tử oxy trong các phân tử này trong nhiều trường hợp cũng có thể được phân phối; thay thế lưu huỳnh cho nitơ tạo ra một phân tử có đặc tính sinh học nổi bật là các chất an thần và an thần. 

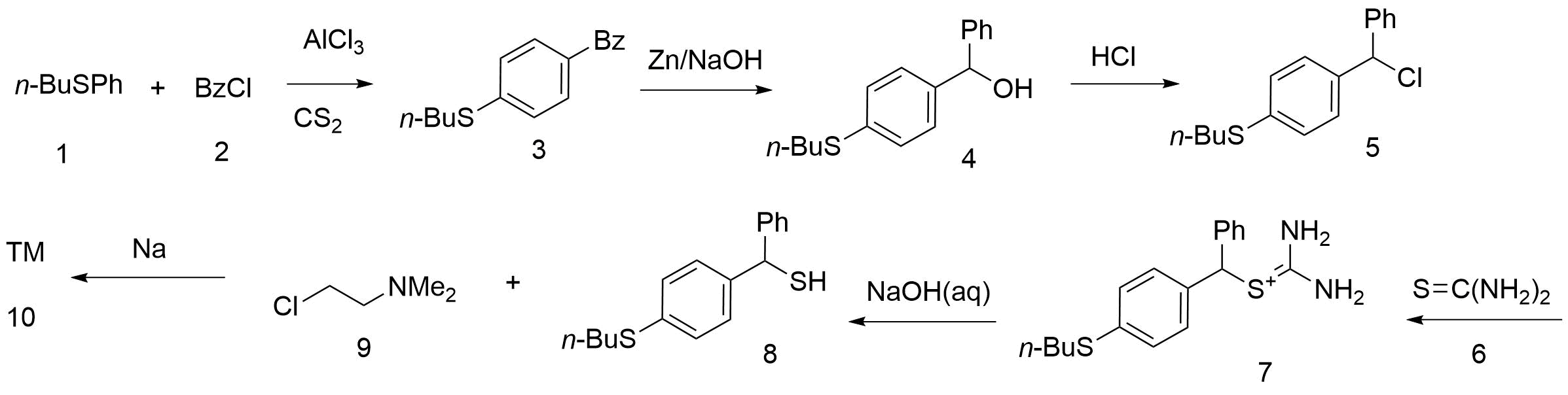
Tổng hợp Captodiamine: Hubner Oluf Herman, Petersen Povl Viggo. (1958).

Sự acylate hóa Friedel-Crafts n-butyl ether của thiophenol với benzoyl chloride tạo ra các benzophenone tương ứng. Giảm xeton bằng kẽm / NaOH sau đó xử lý bằng HCl trong ether tạo ra benzhydryl chloride. Sự dịch chuyển của halogen với thiourea cho, bằng phản ứng của chất cuối cùng tại trung tâm nucleophilic nhất của nó, muối isothiouronium. Sự thủy phân của muối dẫn đến chất tương tự lưu huỳnh của benzhydrol. Sự kiềm hóa muối natri cuối cùng với N - (2-chloroethyl) dimethylamine gắn liền với captodiame.